# جوب مان
جوب مان (بالإنجليزية: Job Mann)‏ هو محامي وسياسي أمريكي، ولد في 31 مارس 1795، وتوفي في 8 أكتوبر 1873. حزبياً، نشط في الحزب الديمقراطي.

## مناصب
- انتخب أمين صندوق الدولة [الإنجليزية]‏.
- انتخب عضو مجلس ولاية بنسيلفانيا.
- انتخب عضو مجلس نواب بنسيلفانيا.
- انتخب عضو مجلس النواب الأمريكي.